# Periseius braziliensis
Periseius braziliensis är en spindeldjursart som beskrevs av Hirschmann 1966. Periseius braziliensis ingår i släktet Periseius och familjen Ologamasidae. Inga underarter finns listade i Catalogue of Life.